# برنارد فيشر
برنارد فيشر (بالفرنسية: Bernard Fischer)‏ (30 مايو 1902 - 1 يناير 1971) هو لاعب كرة قدم لوكسمبورغي في مركز الوسط، شارك في الألعاب الأولمبية الصيفية 1928.

## وصلات خارجية
- برنارد فيشر على موقع الاتحاد الدولي (مؤرشف)  (الإنجليزية)
- برنارد فيشر على موقع قاعدة بيانات كرة القدم.إي يو (الإنجليزية)
- برنارد فيشر على موقع عالم كرة القدم.نت (الإنجليزية)
- برنارد فيشر على موقع أوليمبيديا (الإنجليزية)